# Katherine Johnson
Pour les articles homonymes, voir Johnson.
Katherine Johnson, née Creola Katherine Coleman le 26 août 1918 à White Sulphur Springs (Virginie-Occidentale) et morte le 24 février 2020 à Newport News (Virginie), est une mathématicienne et ingénieure spatiale américaine.
Elle contribue aux programmes aéronautiques et spatiaux du National Advisory Committee for Aeronautics (NACA) puis de la National Aeronautics and Space Administration (NASA).
Réputée pour la fiabilité de ses calculs en navigation astronomique, elle conduit des travaux techniques à la NASA qui s'étalent sur des décennies. Durant cette période, elle calcule et vérifie les trajectoires, les fenêtres de lancement et les plans d'urgence de nombreux vols du programme Mercury, dont les premières missions de John Glenn et Alan Shepard, et des procédures de rendez-vous spatial pour Apollo 11 en 1969 jusqu'au programme de la navette spatiale américaine,,. Ses calculs furent essentiels à la conduite effective de ces missions. Elle travaille enfin sur une mission pour Mars.
En 2015, elle reçoit la médaille présidentielle de la Liberté et, en 2019, le Congrès des États-Unis lui décerne la médaille d'or du Congrès.

## Biographie

### Jeunesse et formation
Creola Katherine Coleman naît le 26 août 1918 à White Sulphur Springs, dans le comté de Greenbrier, en Virginie-Occidentale,. Son père, Joshua McKinley Coleman, est bûcheron, fermier et travaille à l'hôtel The Greenbrier ; sa mère, Joylette Roberta Coleman (née Lowe), est enseignante,. Elle est la cadette d'une fratrie de quatre enfants.
Elle montre tôt des prédispositions et un intérêt pour les mathématiques à l'école. Ses parents l'encouragent à étudier. Comme le comté de Greenbrier ne propose pas d'établissement scolaire public pour les jeunes Afro-Américains après le collège, les parents Coleman envoient leurs enfants au lycée communal d'Institute (en), dans le comté de Kanawha, toujours en Virginie-Occidentale, et sur le campus de la West Virginia State College (WVSC), sur l'actuelle université d'État de Virginie-Occidentale. Katherine Johnson n'a que dix ans à l'époque de son admission. La famille partage ainsi son temps entre Institute pendant l'année scolaire et White Sulphur Springs durant l'été.
Le fait d'avoir été choisie pour être l'une des trois étudiantes noires à intégrer les écoles supérieures de Virginie-Occidentale est souvent considéré comme l'un des plus marquants de sa vie, mais ce n'est qu'une des nombreuses percées qui ont marqué la vie de Katherine Johnson.
Katherine Johnson obtient son diplôme d’école secondaire (en) (high school) à l'âge de quatorze ans, puis elle intègre l'université d'État de Virginie-Occidentale, une université historiquement noire. Elle s'inscrit à tous les cours de mathématiques proposés par l'université. Une grande partie du corps professoral la prend sous son aile, dont la chimiste et mathématicienne Angie Turner King et William Schieffelin Claytor, troisième étudiant afro-américain à obtenir un doctorat en mathématiques. Claytor, son mentor durant tout le lycée, rajoute de nouveaux cours de mathématiques au curriculum, spécialement pour Johnson,. Elle obtient son diplôme de mathématiques et de français avec summa cum laude (« avec la plus haute distinction ») en 1937, à l'âge de dix-huit ans,. Elle déménage ensuite à Marion, en Virginie, pour enseigner les mathématiques, le français et la musique dans une école publique noire,.
En 1939, après un premier mariage avec James Goble, elle quitte son poste d'enseignante pour intégrer le programme de mathématiques de l'université de Virginie-Occidentale, à Morgantown, puis elle arrête au bout de la première session pour fonder une famille. À l'époque, elle est l'une des trois étudiants afro-américains, et la seule femme, à être sélectionnée pour intégrer l'université, par le président de l'État de Virginie-Occidentale John W. Davis, sur décision de la Cour suprême des États-Unis,. D'après la décision de la Cour, rendue lors de l'affaire Missouri ex rel. Gaines v. Canada (en) (1938), les États qui comptent une école pour étudiants blancs doivent également fournir une éducation publique aux étudiants noirs, soit en autorisant Blancs et Noirs à fréquenter le même établissement, soit en créant une seconde école pour les Noirs.

### Parcours

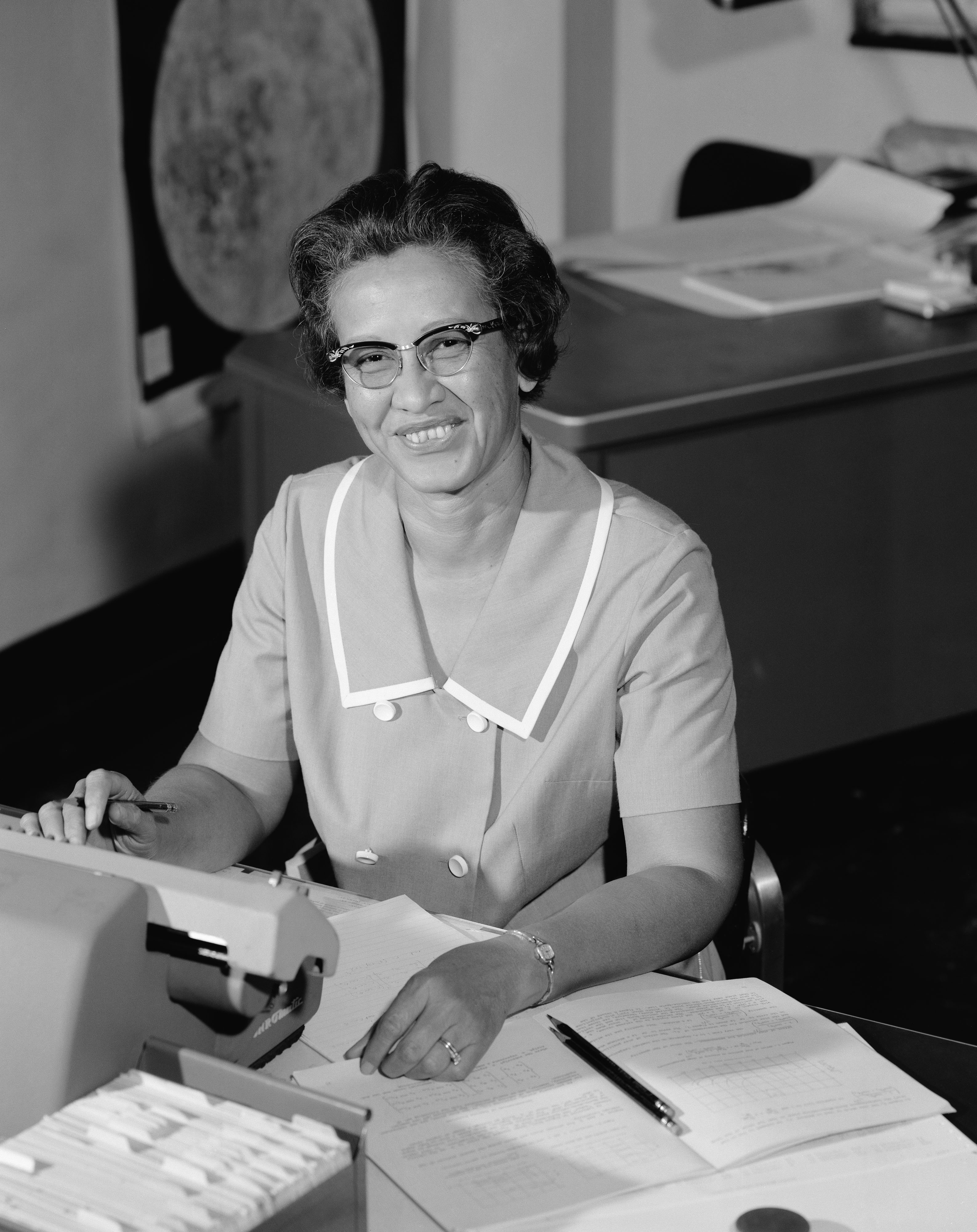
Katherine Johnson à la NASA en 1966.

Après un début dans l'enseignement qui ne la satisfait pas, Katherine Johnson se lance dans une carrière de chercheuse mais aussi de mathématicienne, un domaine difficile d'accès pour les personnes afro-américaines et les femmes. Lors d'une réunion de famille en 1952, elle apprend que le National Advisory Committee for Aeronautics (NACA) — ancêtre de la NASA — a publié une annonce pour recruter des mathématiciens et mathématiciennes  pour le centre de recherche Langley. Katherine Johnson se voit proposer un emploi en 1953 et l'accepte immédiatement.
D'après les archives du National Visionary Leadership Project :

« Au début, elle travaillait dans un groupe de femmes affecté aux calculs mathématiques. Katherine surnommait ces femmes les « ordinateurs avec des jupes ». Leur travail principal consistait à lire les données des boîtes noires d'avions et d'autres travaux mathématiques. Puis, un jour, Katherine et une collègue ont été temporairement affectées pour aider l'équipe de recherche masculine sur les vols. Les connaissances de Katherine en géométrie analytique lui ont permis de s'intégrer rapidement au sein de ses nouveaux collègues et supérieurs, au point qu'ils ont « oublié de me renvoyer dans le groupe des femmes ». Les barrières de race et de genre étaient toujours présentes, mais Katherine dit les avoir ignorées. Elle s'affirmait dans l'équipe, demandait à participer aux réunions où aucune femme n'avait encore été admise. Elle disait simplement aux gens qu'elle avait fait le travail et mérité sa place. »

— Archives,
De 1953 à 1958, elle travaille comme calculateur humain, analysant des sujets tels que l'atténuation des rafales de vent pour les aéronefs. Affectée à l'origine à la section des West Area Computers sous la supervision de la mathématicienne Dorothy Vaughan, Katherine Johnson est réaffectée à la division de guidage et de contrôle de la division de recherche en vol de Langley.
En 1956, son mari, James Goble, meurt d'une tumeur au cerveau. Trois ans plus tard, Katherine épousa en secondes noces James Arthur Johnson, officier de l'armée américaine et vétéran de la guerre de Corée.
De 1958 jusqu'à sa retraite en 1986, Katherine Johnson travaille en tant que technologue en aérospatiale, passant au cours de sa carrière à la branche de contrôle des engins spatiaux.
En 1961, elle effectue des analyses de trajectoire de lancement de la mission Mercury-Redstone 3 (Freedom 7), le premier lancement d'un Américain — Alan Shepard — dans l'espace.

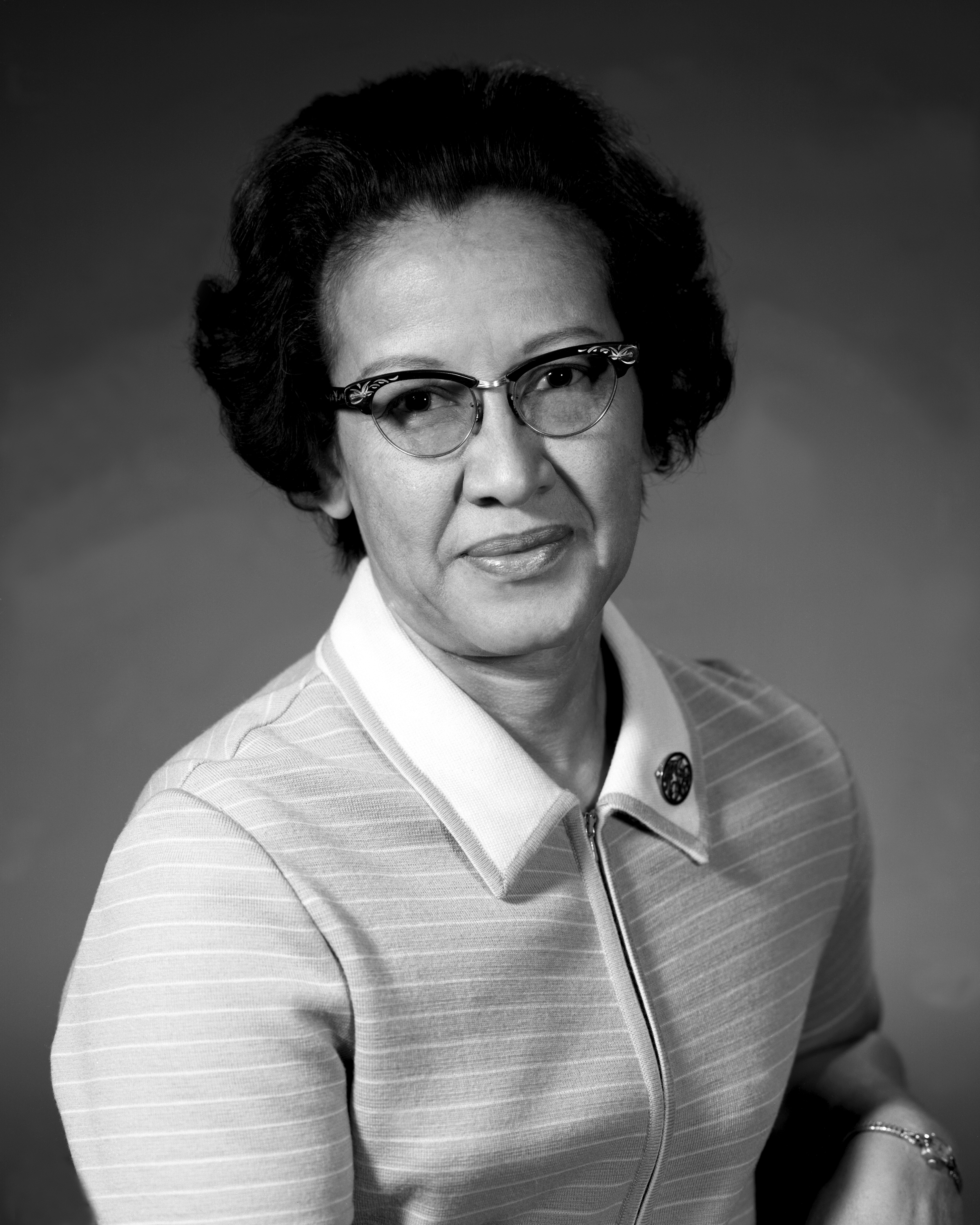
Katherine Johnson en 1971.

En 1962, elle vérifie à la main les calculs de trajectoire informatisés de la première mission américaine envoyant un homme en orbite autour de la Terre : Mercury-Atlas 6 (Friendship 7). John Glenn, qui connaît sa réputation et a une confiance limitée dans les premiers programmes de suivi de trajectoire, demande expressément que cette vérification manuelle soit faite par Katherine Johnson, en tant que procédure standard dans la « checklist » précédant le vol.
En 1969, durant la mission Apollo 11, Katherine Johnson aide à préciser les trajectoires de rendez-vous spatial entre le module de commande et le module lunaire Apollo quand celui-ci remonte de la surface de la Lune.
Elle chante dans la chorale de l'église presbytérienne Carver pendant cinquante ans,.
Elle est membre d'Alpha Kappa Alpha depuis l’université, la première association créée par et pour les femmes afro-américaines.
Elle prend sa retraite en 1986, et meurt le 24 février 2020 à l’âge de 101 ans.

## Postérité
- Katherine Johnson reçoit la médaille présidentielle de la Liberté en 2015, des mains du président des États-Unis Barack Obama[26]. L'année suivante, elle est intégrée dans la série les 100 femmes d'exception de la BBC.
- Katherine Johnson, ainsi que Dorothy Vaughan et Mary Jackson, font l'objet du livre intitulé Les Figures de l'ombre de Margot Lee Shetterly, adapté au cinéma en 2016 sous le titre Les Figures de l'ombre, où elle est incarnée par l'actrice Taraji P. Henson[26]. Le personnage de Katherine Johnson, interprété par Nadine Ellis, apparaît également dans l'épisode 8 de la saison 1 de la série Timeless intitulé Space Race[27].
- Lors de la 89e cérémonie des Oscars, elle monte sur scène afin d'annoncer le prix du meilleur documentaire, avec les actrices Taraji P. Henson (qui a incarné son rôle), Octavia Spencer et Janelle Monáe[28].
- Le centre de recherche informatique Katherine G. Johnson à Hampton, en Virginie, est nommé en son honneur[29].
- En septembre 2019 paraît le livre Combien de pas jusqu'à la lune, de Carole Trébor, qui raconte la vie de Katherine Johnson.
- Le 2 février 2021, le cargo spatial Cygnus NG-15 est baptisé SS Katherine Johnson en son honneur par l'industriel Northrop Grumman[30].
- Elle fait l'objet d'un portrait dans la bande dessinée Les Oubliés de la science de Camille Van Belle (Alisio Sciences, 2022).
- D'avril 2023 à avril 2024, l'Espace pour la vie (Montréal), avec l'artiste MissMe, rend hommage à Katherine Johnson et 6 autres femmes scientifiques, Lise Meitner, Mary Jackson, Donna Strickland, Vera Rubin, Jocelyn Bell et Emmy Noether, « restées inconnues trop longtemps » avec l'exposition nobELLES dans le Planétarium[31],[32],[33],[34].

## Distinctions

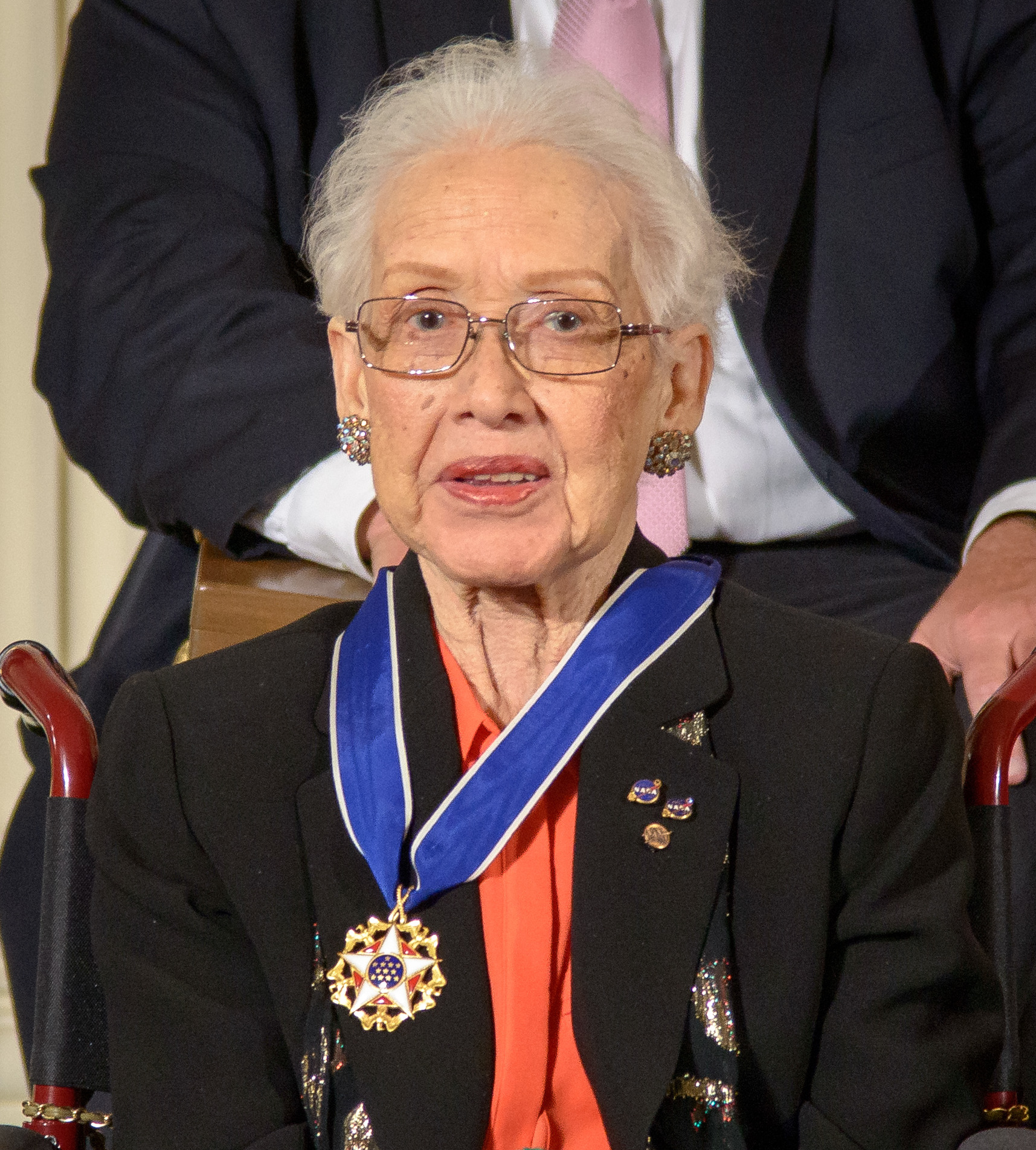
En 2015, le président Barack Obama attribue la médaille présidentielle de la Liberté à Katherine Johnson, alors âgée de 97 ans.

- Group Achievement Award décerné à l'équipe Lunar Spacecraft and Operations de la NASA.
- 1971, 1980, 1984, 1985, 1986 : Special Achievement du centre de recherche Langley.
- 1998 : doctorat honoris causa en droit par la Farmingdale State College (en).
- 1999 : Outstanding Alumnus of the Year par la West Virginia State College.
- 2006 : doctorat honoris causa en science par le Capitol College, actuel Capitol Technology University (en).
- 2010 : doctorat honoris causa en science par l'université Old Dominion.
- 2014 : De Pizan Honor du National Women's History Museum.
- 2015 : NCWIT Pioneer in Tech Award.
- 2015 : médaille présidentielle de la Liberté.
- 2016 : Silver Snoopy Award par Leland D. Melvin.
- 2016 : Arthur B.C. Walker II Award par l'Astronomical Society of the Pacific.
- 2016 : doctorat honoris causa présidentiel en lettres humaines par l'université de Virginie-Occidentale.
- 2018 : doctorat honoris causa en science par le collège de William et Mary.
- 2019 : médaille d'or du Congrès par le Congrès des États-Unis[6].
- 2021 : cérémonie d'admission au National Women's Hall of Fame[35].